# Unsere Liebe Frau von Tortosa

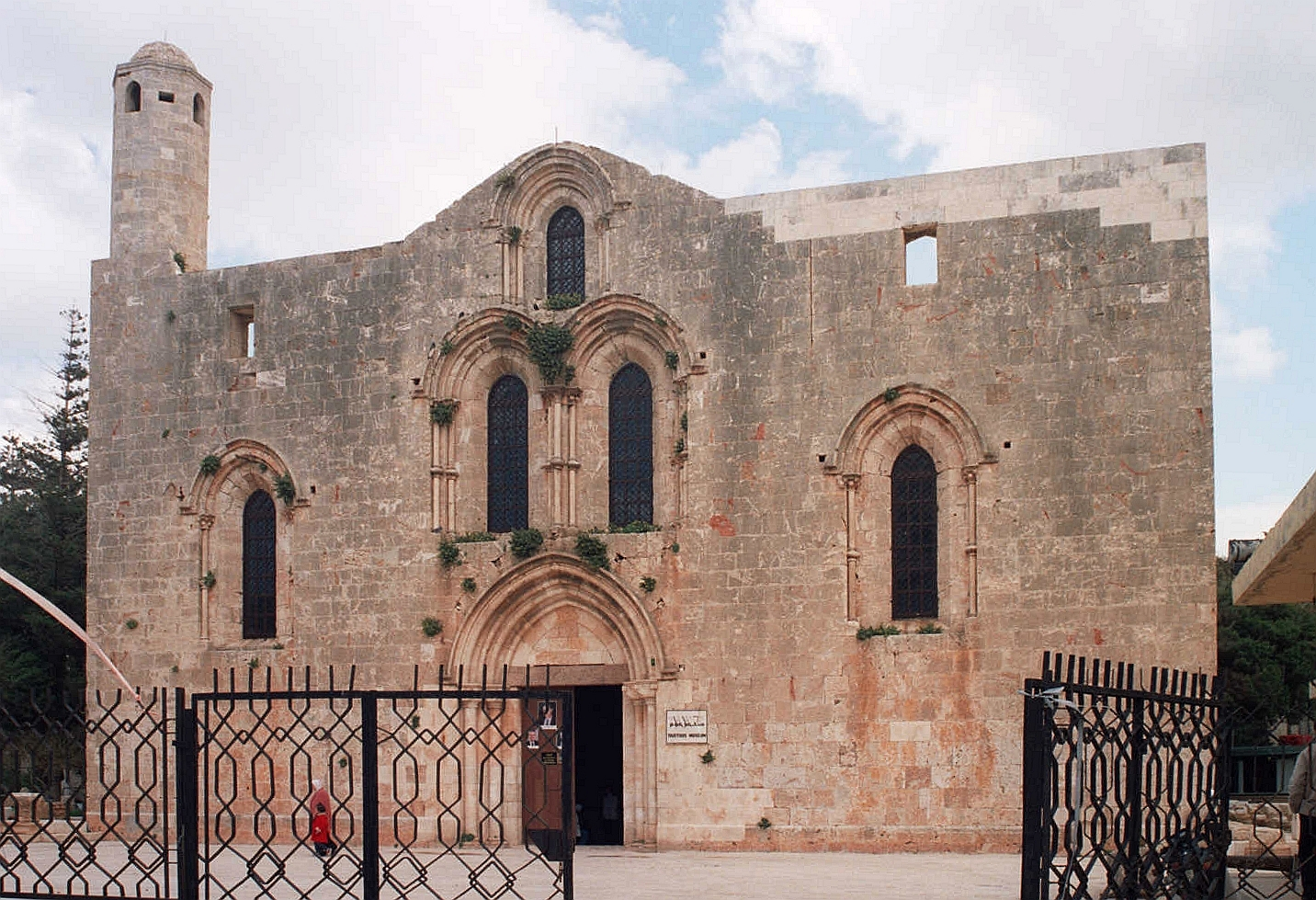
Die Westfassade

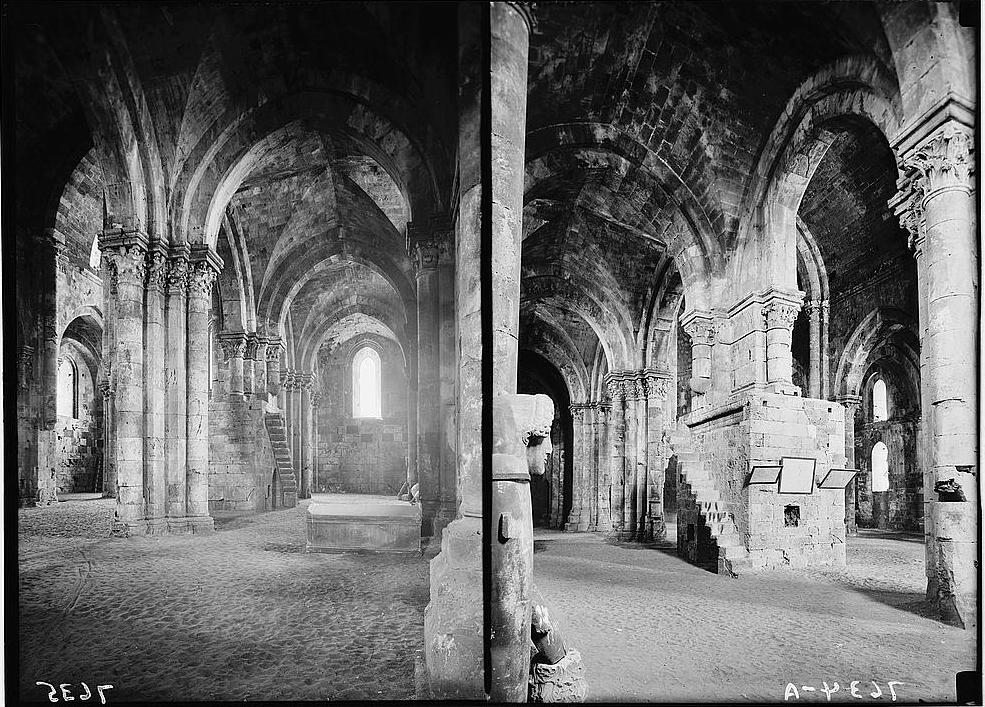
Innenraum 1936

Unsere Liebe Frau von Tortosa ist eine ehemalige Kirche der Kreuzfahrer und Kathedrale von Tartus in Syrien. Sie gilt als der besterhaltene Sakralbau der Kreuzfahrerzeit.

## Geschichte
Die Kathedrale wurde errichtet an der Stelle einer byzantinischen Pilgerstätte. Hierbei handelte es sich um ein der heiligen Maria geweihtes frühchristliches Kloster. Der Legende nach soll dieser Ort vom heiligen Apostel Petrus selbst geweiht worden sein. Mit dem Bau der Kathedrale im Übergangsstil von der Romanik zur Gotik im damals als Tortosa bekannten Ort wurde im zweiten Viertel des 12. Jahrhunderts begonnen. Der ab 1152 die Stadt regierende Templerorden stellte den Sakralbau um die Mitte des 13. Jahrhunderts fertig. Nachdem die Stadt wiederholt durch die Mameluken bedroht war, wurde auch die Kathedrale befestigt. Tortosa wurde schließlich zur letzten noch von den Templern gehaltenen Stadt im Nahen Osten. Sie mussten sich schließlich der Übermacht beugen und räumten 1291 die Stadt. Die Kathedrale wurde daraufhin in eine Moschee umgewandelt. Hiervon zeugt heute noch das Minarett an der Westfassade. In osmanischer Zeit wurde sie ein Pferdestall. Heute beherbergt das ehemalige Gotteshaus das Nationalmuseum von Tartus.